# 穆罕默德·伊尔凡
穆罕默德·伊尔凡（Muhammad Irfan，1990年4月1日—），巴基斯坦男子曲棍球運動員，亦為巴基斯坦国家男子曲棍球队成員。

## 簡歷
2010年11月，穆罕默德·伊尔凡代表巴基斯坦出戰廣州亞運會，參加曲棍球比賽，奪得金牌。